# Lucie Hradecká
Lucie Hradecká (n. 21 de mayo de 1985; Praga) es una exjugadora de tenis profesional. En su carrera ha ganado 13 títulos de la WTA, en los que se destaca el dobles de Roland Garros 2011 y la medalla de plata en dobles en los Juegos Olímpicos de Londres 2012.

## Torneos de Grand Slam

### Dobles

#### Títulos (2)
| Año  | Torneo            | Pareja            | Oponentes en la final          | Resultado        |
| 2011 | Roland Garros     | Andrea Hlaváčková | Sania Mirza Yelena Vesnina     | 6-4, 6-3         |
| 2013 | Abierto de EE.UU. | Andrea Hlaváčková | Ashleigh Barty Casey Dellacqua | 6-7(4), 6-1, 6-4 |

#### Finalistas (4)
| Año  | Torneo               | Pareja             | Oponentes en la final          | Resultado   |
| 2012 | Wimbledon            | Andrea Hlaváčková  | Serena Williams Venus Williams | 5-7, 4-6    |
| 2012 | Abierto de EE.UU.    | Andrea Hlaváčková  | Sara Errani Roberta Vinci      | 4-6, 2-6    |
| 2016 | Abierto de Australia | Andrea Hlaváčková  | Martina Hingis Sania Mirza     | 6-7(1), 3-6 |
| 2017 | Abierto de EE.UU.    | Kateřina Siniaková | Yung-Jan Chan Martina Hingis   | 3-6, 2-6    |

### Dobles mixto

#### Títulos (1)
| Año  | Torneo        | Pareja           | Oponentes en la final             | Resultado      |
| 2013 | Roland Garros | František Čermák | Kristina Mladenovic Daniel Nestor | 1-6, 6-4, 10-6 |

#### Finalista (2)
| Año  | Torneo               | Pareja           | Oponentes en la final            | Resultado   |
| 2013 | Abierto de Australia | František Čermák | Jarmila Gajdošová Matthew Ebden  | 3-6, 5-7    |
| 2015 | Roland Garros        | Marcin Matkowski | Bethanie Mattek-Sands Mike Bryan | 6-7(3), 1-6 |

## Juegos Olímpicos

### Medallero dobles

#### Medalla de plata
| Año  | Torneo       | Superficie | Pareja            | Oponentes                      | Resultado |
| ---- | ------------ | ---------- | ----------------- | ------------------------------ | --------- |
| 2012 | Londres 2012 | Hierba     | Andrea Hlaváčková | Serena Williams Venus Williams | 4-6, 4-6  |

### Medallero dobles mixto

#### Medalla de bronce
| Año  | Torneo   | Superficie | Pareja         | Oponentes                 | Resultado |
| ---- | -------- | ---------- | -------------- | ------------------------- | --------- |
| 2016 | Río 2016 | Dura       | Radek Štěpánek | Sania Mirza Rohan Bopanna | 6-1, 7-5  |

## Títulos WTA (26; 0+26)

### Individual (0)
| Leyenda                                        |
| ---------------------------------------------- |
| Grand Slam (0)                                 |
| WTA Tour Championships (0)                     |
| Tier I, P. Mandatory & Premier 5, WTA 1000 (0) |
| Tier II, Premier, WTA 500 (0)                  |
| Tier III & IV, International, WTA 250 (0)      |

#### Finalista (7)
| N.º | Fecha                    | Torneo      | Superficie    | Oponente en la final | Resultado     |
| --- | ------------------------ | ----------- | ------------- | -------------------- | ------------- |
| 1.  | 20 de julio de 2008      | Bad Gastein | Tierra batida | Pauline Parmentier   | 4-6, 4-6      |
| 2.  | 18 de mayo de 2009       | Estrasburgo | Tierra batida | Aravane Rezai        | 6-7(2), 1-6   |
| 3.  | 2 de agosto de 2009      | Estambul    | Dura          | Vera Dushevina       | 0-6, 1-6      |
| 4.  | 30 de abril de 2011      | Barcelona   | Tierra batida | Roberta Vinci        | 6-4, 2-6, 2-6 |
| 5.  | 16 de septiembre de 2012 | Quebec      | Dura (i)      | Kirsten Flipkens     | 1-6, 5-7      |
| 6.  | 25 de mayo de 2013       | Estrasburgo | Tierra batida | Alizé Cornet         | 6-7(4), 0-6   |
| 7.  | 2 de mayo de 2015        | Praga       | Tierra batida | Karolína Plíšková    | 6-4, 5-7, 3-6 |

### Dobles (26)
| Leyenda                                        |
| ---------------------------------------------- |
| Grand Slam (2)                                 |
| WTA Tour Championships (0)                     |
| Tier I, P. Mandatory & Premier 5, WTA 1000 (3) |
| Tier II, Premier, WTA 500 (2)                  |
| Tier III & IV, International, WTA 250 (19)     |

| N.º | Fecha                    | Torneo            | Superficie    | Pareja               | Oponentes en la final               | Resultado           |
| --- | ------------------------ | ----------------- | ------------- | -------------------- | ----------------------------------- | ------------------- |
| 1.  | 24 de septiembre de 2006 | Portoroz          | Dura          | Renata Voráčová      | Eva Birnerová Émilie Loit           | w/o                 |
| 2.  | 29 de julio de 2007      | Bad Gastein       | Tierra batida | Renata Voráčová      | Ágnes Szávay Vladimíra Uhlířová     | 6-3, 7-5            |
| 3.  | 23 de septiembre de 2007 | Portoroz          | Dura          | Renata Voráčová      | Andreja Klepač Elena Likhovtseva    | 5-7, 6-4, [10-7]    |
| 4.  | 3 de mayo de 2008        | Praga             | Tierra batida | Andrea Hlaváčková    | Jill Craybas Michaëlla Krajicek     | 1-6, 6-3, [10-6]    |
| 5.  | 20 de julio de 2008      | Bad Gastein       | Tierra batida | Andrea Hlaváčková    | Sesil Karatancheva Nataša Zorić     | 6-3, 6-3            |
| 6.  | 26 de julio de 2009      | Bad Gastein       | Tierra batida | Andrea Hlaváčková    | Tatjana Malek Andrea Petković       | 6-2, 6-4            |
| 7.  | 1 de agosto de 2009      | Estambul          | Dura          | Renata Voráčová      | Julia Görges Patty Schnyder         | 2-6, 6-3, [12-10]   |
| 8.  | 9 de enero de 2010       | Brisbane          | Dura          | Andrea Hlaváčková    | Melinda Czink Arantxa Parra         | 2-6, 7-6(3), [10-4] |
| 9.  | 25 de julio de 2010      | Bad Gastein       | Tierra batida | Anabel Medina        | Timea Bacsinszky Tathiana Garbin    | 6-7(2), 6-1, [10-5] |
| 10. | 3 de junio de 2011       | Roland Garros     | Tierra batida | Andrea Hlaváčková    | Sania Mirza Yelena Vesnina          | 6-4, 6-3            |
| 11. | 18 de julio de 2011      | Bad Gastein       | Tierra batida | Eva Birnerová        | Jarmila Gajdošová Julia Görges      | 4-6, 6-2, [12-10]   |
| 12. | 7 de enero de 2012       | Auckland          | Dura          | Andrea Hlaváčková    | Julia Görges Flavia Pennetta        | 6-7(2), 6-2, [10-7] |
| 13. | 25 de febrero de 2012    | Memphis           | Dura (i)      | Andrea Hlaváčková    | Vera Dushevina Olga Govortsova      | 6-3, 6-4            |
| 14. | 19 de agosto de 2012     | Cincinnati        | Dura          | Andrea Hlaváčková    | Katarina Srebotnik Jie Zheng        | 6-1, 6-3            |
| 15. | 21 de octubre de 2012    | Luxemburgo        | Dura (i)      | Andrea Hlaváčková    | Irina-Camelia Begu Monica Niculescu | 6-3, 6-4            |
| 16. | 14 de julio de 2013      | Budapest          | Tierra batida | Andrea Hlaváčková    | Nina Brátchikova Anna Tatishvili    | 6-4, 6-1            |
| 17. | 8 de septiembre de 2013  | Abierto de EE.UU. | Dura          | Andrea Hlaváčková    | Ashleigh Barty Casey Dellacqua      | 6-7(4), 6-1, 6-4    |
| 18. | 14 de septiembre de 2014 | Quebec            | Dura (i)      | Mirjana Lučić-Baroni | Julia Görges Andrea Hlaváčková      | 6-3, 7-6(8)         |
| 19. | 29 de agosto de 2015     | New Haven         | Dura          | Julia Görges         | Chia-Jung Chuang Chen Liang         | 6-3, 6-1            |
| 20. | 18 de septiembre de 2016 | Quebec            | Dura (i)      | Andrea Hlaváčková    | Alla Kudryavtseva Alexandra Panova  | 7-6(2), 7-6(2)      |
| 21. | 21 de octubre de 2016    | Moscú             | Dura (i)      | Andrea Hlaváčková    | Daria Gavrilova Daria Kasátkina     | 4-6, 6-0, [10-7]    |
| 22. | 18 de agosto de 2018     | Cincinnati        | Dura          | Yekaterina Makarova  | Elise Mertens Demi Schuurs          | 6-2, 7-5            |
| 23. | 17 de agosto de 2019     | Cincinnati        | Dura          | Andreja Klepač       | Anna-Lena Grönefeld Demi Schuurs    | 6-4, 6-1            |
| 24. | 16 de agosto de 2020     | Praga             | Tierra batida | Kristýna Plíšková    | Monica Niculescu Ioana Raluca Olaru | 6-2, 6-2            |
| 25. | 20 de junio de 2021      | Birmingham        | Hierba        | Marie Bouzková       | Ons Jabeur Ellen Perez              | 6-4, 2-6, [10-8]    |
| 26. | 18 de julio de 2021      | Praga             | Dura          | Marie Bouzková       | Viktória Kužmová Nina Stojanović    | 7-6(3), 6-4         |

#### Finalista (28)
| N.º | Fecha                    | Torneo               | Superficie    | Pareja              | Oponentes en la final                     | Resultado            |
| --- | ------------------------ | -------------------- | ------------- | ------------------- | ----------------------------------------- | -------------------- |
| 1.  | 18 de julio de 2006      | Budapest             | Dura          | Renata Voráčová     | Janette Husárová Michaëlla Krajicek       | 6-4, 4-6, 4-6        |
| 2.  | 29 de agosto de 2009     | New Haven            | Dura          | Iveta Benešová      | Nuria Llagostera María José Martínez      | 2-6, 5-7             |
| 3.  | 25 de octubre de 2010    | Fes                  | Tierra batida | Renata Voráčová     | Iveta Benešová Anabel Medina              | 3-6, 1-6             |
| 4.  | 19 de febrero de[2011    | Memphis              | Dura (i)      | Andrea Hlaváčková   | Olga Govortsova Alla Kudryavtseva         | 3-6, 6-4, [8-10]     |
| 5.  | 25 de octubre de 2011    | Luxemburgo           | Dura (i)      | Yekaterina Makárova | Iveta Benešová Barbora Záhlavová-Strýcová | 5-7, 3-6             |
| 6.  | 7 de julio de 2012       | Wimbledon            | Hierba        | Andrea Hlaváčková   | Serena Williams Venus Williams            | 5-7, 4-6             |
| 7.  | 5 de agosto de 2012      | JJ.OO. Londres 2012  | Hierba        | Andrea Hlaváčková   | Serena Williams Venus Williams            | 4-6, 4-6             |
| 8.  | 25 de agosto de 2012     | New Haven            | Dura          | Andrea Hlaváčková   | Liezel Huber Lisa Raymond                 | 6-4, 0-6, [4-10]     |
| 9.  | 9 de septiembre de 2012  | Abierto de EE.UU.    | Dura          | Andrea Hlaváčková   | Sara Errani Roberta Vinci                 | 4-6, 2-6             |
| 10. | 28 de octubre de 2012    | Tour Championships   | Dura (i)      | Andrea Hlaváčková   | María Kirilenko Nadia Petrova             | 1-6, 4-6             |
| 11. | 15 de septiembre de 2013 | Quebec               | Dura (i)      | Andrea Hlaváčková   | Alla Kudryavtseva Anastasia Rodionova     | 4-6, 3-6             |
| 12. | 4 de enero de 2014       | Auckland             | Dura          | Michaëlla Krajicek  | Sharon Fichman María Sánchez              | 6-2, 0-6, [4-10]     |
| 13. | 18 de octubre de 2014    | Luxemburgo           | Dura (i)      | Barbora Krejčíková  | Timea Bacsinszky Kristina Barrois         | 6-3, 4-6, [4-10]     |
| 14. | 28 de febrero de 2015    | Acapulco             | Dura          | Andrea Hlaváčková   | Lara Arruabarrena María Teresa Torró      | 6-7(2), 7-5, [11-13] |
| 15. | 21 de junio de 2015      | Birmingham           | Hierba        | Andrea Hlaváčková   | Garbiñe Muguruza Carla Suárez             | 4-6, 4-6             |
| 16. | 26 de julio de 2015      | Bad Gastein          | Tierra batida | Lara Arruabarrena   | Danka Kovinić Stephanie Vogt              | 6-4, 4-6, [3-10]     |
| 17. | 18 de octubre de 2015    | Linz                 | Dura (i)      | Andrea Hlaváčková   | Raquel Kops-Jones Abigail Spears          | 3-6, 5-7             |
| 18. | 29 de enero de 2016      | Abierto de Australia | Dura          | Andrea Hlaváčková   | Martina Hingis Sania Mirza                | 6-7(1), 3-6          |
| 19. | 5 de febrero de 2017     | Taipéi               | Dura          | Kateřina Siniaková  | Hao-Ching Chan Yung-Jan Chan              | 4-6, 2-6             |
| 20. | 18 de marzo de 2017      | Indian Wells         | Dura          | Kateřina Siniaková  | Yung-Jan Chan Martina Hingis              | 6-7(4), 2-6          |
| 21. | 9 de abril de 2017       | Charleston           | Tierra batida | Kateřina Siniaková  | Bethanie Mattek-Sands Lucie Šafářová      | 1-6, 6-4, [7-10]     |
| 22. | 5 de mayo de 2017        | Praga                | Tierra batida | Kateřina Siniaková  | Anna-Lena Grönefeld Květa Peschke         | 4-6, 6-7(3)          |
| 23. | 10 de septiembre de 2017 | Abierto de EE.UU.    | Dura          | Kateřina Siniaková  | Yung-Jan Chan Martina Hingis              | 3-6, 2-6             |
| 24. | 23 de febrero de 2019    | Dubái                | Dura          | Yekaterina Makarova | Su-Wei Hsieh Barbora Strýcová             | 4-6, 4-6             |
| 25. | 15 de noviembre de 2020  | Linz                 | Dura (i)      | Kateřina Siniaková  | Arantxa Rus Tamara Zidanšek               | 3-6, 4-6             |
| 26. | 11 de abril de 2021      | Charleston           | Tierra batida | Marie Bouzková      | Nicole Melichar Demi Schuurs              | 2-6, 4-6             |
| 27. | 10 de abril de 2022      | Charleston           | Tierra batida | Sania Mirza         | Andreja Klepač Magda Linette              | 2-6, 6-4, [7-10]     |
| 28. | 21 de mayo de 2022       | Estrasburgo          | Tierra batida | Sania Mirza         | Daria Gavrilova Nicole Melichar           | 7-5, 5-7, [6-10]     |

### Clasificación en torneos de Grand Slam en Dobles

#### Dobles
| Grand Slam      |    |    |    |    |    |    |    |    |    |    |    |    |    |       |   |
| Australian Open | A  | 1R | 1R | 2R | 3R | 2R | SF | 2R | 3R | 3R | F  | 1R | A  | 18–11 | 0 |
| Roland Garros   | 1R | 1R | 2R | 1R | 3R | G  | SF | SF | SF | SF | CF | SF | 1R | 32–12 | 1 |
| Wimbledon       | 3R | 1R | 1R | 1R | 2R | 1R | F  | CF | 2R | 2R | 3R | 3R | 3R | 19–13 | 0 |
| US Open         | 1R | 1R | 2R | 2R | 1R | CF | F  | G  | 3R | 3R | 3R | F  | CF | 30–12 | 1 |